# Thibault De Smet
Thibault De Smet (* 5. Juni 1998 in Brügge) ist ein belgischer Fußballspieler, der aktuell beim Paris FC in der Ligue 1 spielt.

## Karriere

### Verein
De Smet begann seine fußballerische Ausbildung bei KSK Maldegem im Jahr 2003. Im Sommer 2006 wechselte er in die Jugendakademie des FC Brügge. Sechs Jahre später wechselte er ligaintern zur KAA Gent. Dort spielte er in der Saison 2015/16 viermal in der UEFA Youth League für die A-Junioren. Im letzten Spiel im Jahr 2016 (21. Spieltag) wurde er bei einer 0:2-Niederlage gegen den KRC Genk eingewechselt und gab somit sein Profidebüt in der Division 1A. Mitte März 2017 debütierte er im Achtelfinale der Europa League gegen selbigen Gegner auf internationalem Boden, als er mit seiner Mannschaft aus dem Wettbewerb ausschied. Insgesamt lief De Smet in der Saison 2016/17 viermal in der Liga und einmal in der Europa League auf. 2017/18 bestritt er kein einziges Ligaspiel und kam lediglich zu einem Einsatz im Pokal. Bei einem 2:1-Sieg gegen die KV Kortrijk Ende Januar 2019 (23. Spieltag) schoss er in der Startelf stehend sein erstes Tor überhaupt im Profibereich. Dennoch konnte er sich bei Gent weiterhin nicht durchsetzen und spielte nur fünfmal in der Liga und einmal im Pokal.
Daraufhin wechselte er im Sommer 2019 ablösefrei zum Ligakonkurrenten VV St. Truiden. Dort spielte er etwas öfter, konnte sich jedoch nicht zur Stammkraft entwickeln und stand am Ende bei 14 Ligaeinsätzen und zwei Pokalpartien.
Er verließ den Verein nach einem Jahr wieder und schloss sich für etwas unter einer Million Euro dem französischen Erstligisten Stade Reims an. In der Ligue 1 stand er am siebten Spieltag der Saison 2020/21 das erste Mal auf dem Platz, als er bei einer 1:3-Niederlage gegen den FC Lorient über 90 Minuten spielte. Jedoch wurde er auch hier nicht oft eingesetzt, wodurch er insgesamt in der Spielzeit 2020/21 nur zu acht Einsätzen kam. Für die gesamte Saison 2021/22 wurde er deshalb zurück nach Belgien zur K Beerschot VA verliehen. Hier setzte sich De Smet durch und spielte wettbewerbsübergreifend 25 Partien.
Im Anschluss kehrte er zur Saison 2022/23 nach Reims zurück. Nachdem er an den ersten 13 Spieltagen noch keine Einsatzminuten erhalten hatte, entwickelte er sich in der Folge zu einer festen Größe und kam an 22 der verbleibenden 25 Spieltage zum Einsatz – davon 20-mal in der Startelf. Auch in der Spielzeit 2023/24 war er über weite Strecken Stammspieler und absolvierte 27 Ligaspiele. In der Hinrunde der Saison 2024/25 sank sein Stellenwert deutlich: Er kam nur fünfmal zum Einsatz, wobei drei dieser Spiele lediglich Kurzeinsätze gegen Ende waren. Im Januar 2025 wurde er schließlich für ein halbes Jahr an Paris FC verliehen – mit anschließender Kaufpflicht. Dort fand er wieder regelmäßiger ins Team und kam in der verbleibenden Rückrunde auf 15 Ligaspiele. Am Saisonende feierte er mit dem Klub den Aufstieg in die Ligue 1.

### Nationalmannschaft
De Smet spielte bislang für diverse Juniorennationalmannschaften Belgiens. Bis zur U21-Nationalmannschaft schoss er in 18 Auftritten zwei Tore.